# Kungsträdgårdsgatan 4

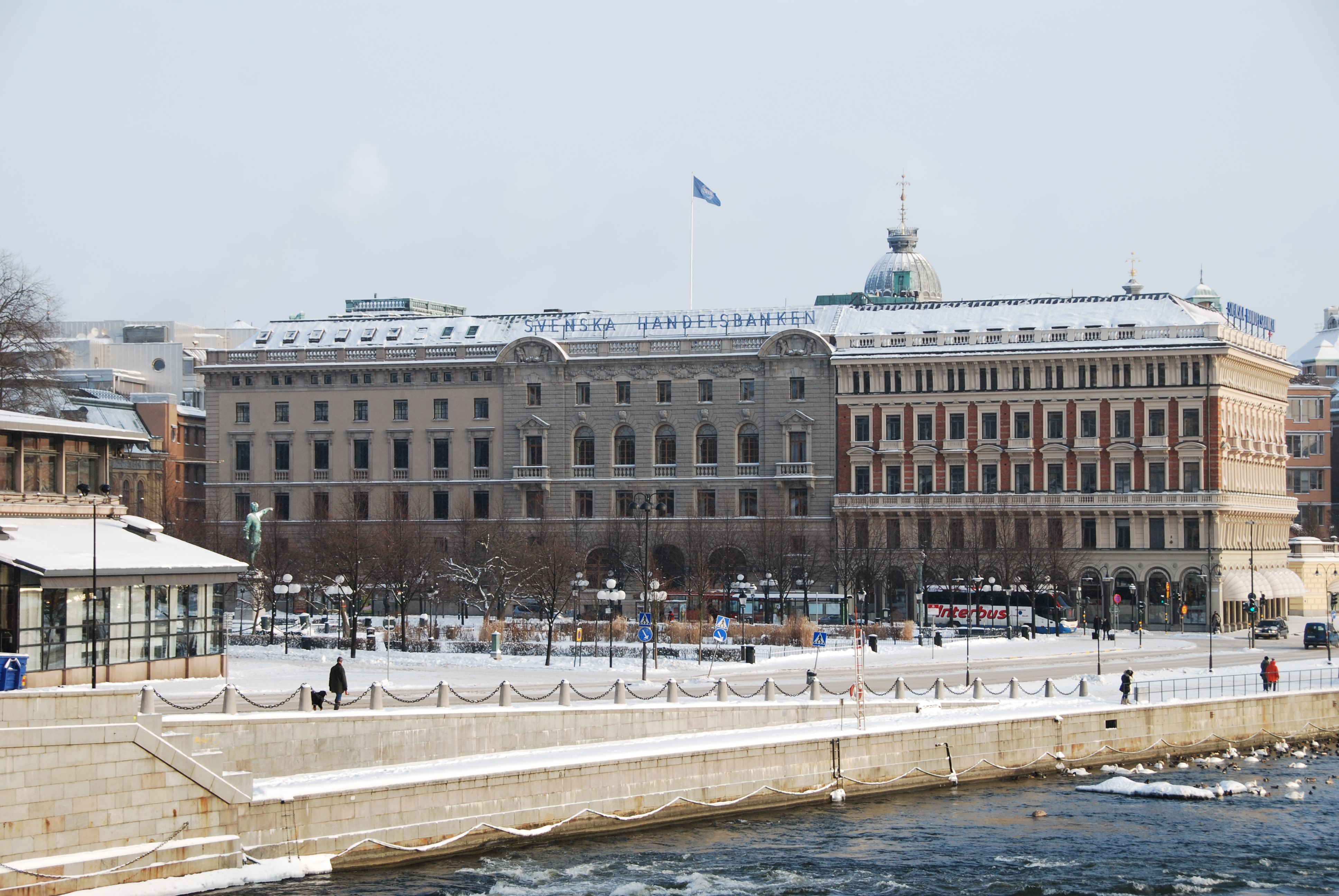
Kungsträdgårdsgatan 4 med Palmeska huset till höger. Mittenhuset färdigställdes 1905 medan tillbyggnaden till vänster färdigställdes 1921.

Kungsträdgårdsgatan 4 är adressen för två byggnader som jämte det Palmeska huset inhyser Svenska Handelsbankens huvudkontor i Stockholm. Byggnaderna färdigställdes 1905 respektive 1921 och ritades av Erik Josephson. De tre byggnaderna i samma kvarter var fram till 1850-talet en fastighet med huvudbyggnad, uthus och salubodar tillhörande Emerentia von Lantingshausen, gift Rålamb, se Hamiltonska huset.
Stockholms Handelsbank (som banken tidigare hette) hade år 1900 köpt det Davidsonska huset (mittenhuset i kvarteret) för 600.000 kronor för att uppföra ett eget bankpalats. I den arkitekttävling som följde valdes Erik Josephsons förslag framför de medtävlande Aron Johansson och Gustaf Wickman. Renässanspalatsens schema går igen i modern form i byggnaden som restes 1902-05. Mezzaninen har inarbetats i bottenvåningen och dess rustik i grå Bohusgranit. En festongfris och en balustrad avslutar byggnaden uppåt.
Byggnaden var landets första renodlade och mera differentierade bankhus. Valv och arkiv placerades i källaren. Ovanpå denna, i gårdens mitt, placerades den 13 meter höga glastäckta bankhallen som smyckats med stucco lustro, målade gipsfestonger och väggmålningar av Georg Pauli föreställande Stadsgården, Riddarholmen och Kornhamnstorg. Runt bankhallen fanns ursprungligen rum för bokhållare, fondavdelning och i entrén mot gatan fanns Stockholms första mekaniska dörr. Mezzaninvåningen innehöll rum för maskinskrivare och ovan denna fanns direktions- och sammanträdesrum. På fjärde våningen inreddes vaktmästarbostäder och personalrum samt det stora styrelserummet, vilket var dekorerat med skulpterade pilastrar och gobelänger av Alf Wallander.
Lokalerna visade sig snart för trånga, trots att banken tagit kontor i anspråk i det Palmeska huset. 1917 utformade därför Erik Josephson ett förslag med två symmetriska fasader på var sida om huvudbyggnaden. Det Palmeska huset klarade sig dock undan rivning, och endast den norra delen färdigställdes. Det Hamiltonska huset revs, och fram på den betongstomme som rests av Kreuger & Toll växte 1919–1921 en klassicistisk fasad, med lånat formspråk av Stockholms Slott och Gamla riksbanken. Bankens huvudentré flyttades till Arsenalsgatan och pryddes av kopparplåtar med reliefer av Olof Ahlberg. Byggnaden rymde en glastäckt banksal för notarieavdelningen, kontorsrum och lunchmatsal.
Banken köpte i början av 30-talet det Palmeska huset vilket integrerades med de övriga husen i ombyggnader. Handelsbanken kom därmed att äga och nyttja hela kvarteret Näckebro. 1974 fick banken en ny huvudentré åt Kungsträdgårdsgatan ritad av Peter Celsing och Hans Jensfelt

## Bilder
|  |  |  |